# Refúgio Aosta
O Refúgio Aosta é um refúgio alpino pertencente ao clube alpino italiano situado no alto vale de Bionaz, na comuna do mesmo nome, a 2788 m de altitude, no Vale de Aosta.
Aberto em 1908 e destruído por uma avalanche em 1951, foi reconstruído em 1956. A estrutura atual é a de 1995.

## Ascensões
O Refúgio Aosta é o ponto de partida para se atingir:
- Dent d'Hérens - 4171 m
- Tête de Valpelline - 3802 m
- Tête Blanche - 3710 m
- Dents des Bouquetins - 3838 m
- Mont Brûlé - 3591 m